# Wyssachen
Wyssachen é uma comuna da Suíça, situada no distrito administrativo de Alta Argóvia, no cantão de Berna. Tem 11,69 km² de área e sua população em 2018 foi estimada em 1.137 habitantes.